# Meaning of Life (álbum)
Meaning of Life é o oitavo álbum de estúdio da cantora norte-americana Kelly Clarkson. Foi lançado em 27 de outubro de 2017, pela Atlantic Records. O álbum é o seu álbum de estreia na Atlantic depois de completar com sucesso o seu contrato de gravação com a RCA Records, que tinha ganho quando venceu o primeiro American Idol. Comercialmente, o álbum se tornou seu oitavo álbum de estúdio consecutivo a estrear no top três da Billboard 200, estreando na posição de número dois, com 79 mil unidades equivalentes de álbuns vendidas, das quais 68 mil eram de vendas tradicionais de álbuns. Seu lançamento foi acompanhado por seus singles "Love So Soft" e "I Don't Think About You", o primeiro liderou a parada da Billboard Dance Club Songs e recebeu uma indicação ao 60º Grammy Awards.

## Antecedentes
Após a reedição de seu sétimo álbum de estúdio, Piece by Piece, juntamente com o seu álbum de remixes em 2016, Clarkson acabou concluindo com êxito os termos de seu contrato de gravação com a RCA Records e a 19 Recordings que ela tinha assinado como um prêmio de vitória depois de vencer a primeira temporada da série de televisão American Idol , em 2002. Em oposição ao contrato anterior onde a 19 teria os direitos fonográficos das canções, os executivos da RCA Pedro Borda e Tom Corson revelaram suas intenções de assinar Clarkson diretamente para a gravadora, sem envolvimento da 19. A oferta de renovação incluiria um contrato de três álbuns com um adiantamento de US$ 1 milhão por álbum, em contraste com o limite de seis álbuns do contrato anterior com um adiantamento de US$ 500 mil por álbum. Corson também admitiu que o relacionamento de Clarkson com a Sony Music Entertainment e o executivo Clive Davis poderiam provar ser uma nuance para a oferta.
Apesar de ressaltar que a sua estrutura com Edge e Corson na gravadora estava bem sucedida, Clarkson teve dúvidas sobre como renovar o contrato, que ela lembrou ser um "casamento arranjado". Como resultado, a sua gestão intermediou uma reunião com os executivos da Atlantic Records Craig Kallman e Julie Greenwald, juntamente com a Warner Music Nashville e o executivo John Esposito, que por sua vez ofereceu-lhe um contrato de distribuição mundial a longo prazo com uma maior liberdade criativa. Em 24 de junho de 2016, a Warner Music Group anunciou que a cantora assinou um contrato discográfico de distribuição mundial a longo prazo com a Atlantic e imediatamente iria trabalhar em um álbum soul e R&B previsto para ser lançado no ano seguinte. A mudança para a Atlantic também a reuniu com Pete Ganbarg, que já havia trabalhado no departamento de artistas e repertório em seu quarto álbum de estúdio, All I Ever Wanted (2009). Mais tarde, naquele ano, Clarkson fez sua aparição de estreia na Atlantic, lançando uma regravação do número "It's Quiet Uptown", presente no musical da Broadway Hamilton, e que foi incluído no álbum The Hamilton Mixtape.

## Gravação e produção
Três dos produtores do seu album anterior, Piece by Piece (2015), foram confirmados para retornar a Meaning of Life: Greg Kurstin, Jason Halbert, e Jesse Shatkin, considerando que os primeiros colaboradores incluem The Monarch, Nick Ruth, e Mick Schultz.
Cansada da estrutura do acordo de gravação anterior, onde ela estava estritamente limitada a lançar música pop, Clarkson queria seguir um gênero diferente - soul e R&B. Ela revelou que já queria gravar esses tipos de músicas, mas nunca encontrou a oportunidade de fazê-las, só teve essa oportunidade depois de ter assinado com Kallman para a gravadora. Ela descobriu que Kallman estava "morrendo (sic) para fazer esse registro" com ela e contou com todo o seu apoio. Clarkson comparou o novo material como uma reminiscência das músicas que ela interpretou durante sua estadia no American Idol, e observou que o álbum é uma "coisa nova" para ela e a fez sentir como uma "nova artista de novo".
Meaning of Life é a primeira incursão documentada de Clarkson no soul e R&B, partindo do som pop e pop rock, predominante estabelecido em seus lançamentos anteriores e retornando à música R&B de seu álbum de estréia, Thankful (2003) e seu multi-gênero de suas performances no American Idol. Inspirada pela música dos anos 90 e pelas divas proeminentes Aretha Franklin, Mariah Carey, Whitney Houston, En Vogue e Bonnie Raitt, Clarkson queria que o álbum evocasse uma música dessas artistas caso eles tivessem lançado seus primeiros trabalhos no século 21 - com o objetivo geral de fotografar um espírito "com a alma". Para alcançá-las, Clarkson contratou vários colaboradores - dos associados anteriores: Jesse Shatkin, Greg Kurstin, Mozella e Jason Halbert, aos novos parceiros do projeto: The Monarch, Mick Schultz, Harlœ e James Morrison. Cada uma das faixas do álbum compartilha um tema coeso - conexões na vida, girando em torno do conceito representado por sua trilha titular, que é mostrar o "sentido da vida" existencial, como o amor, estar enraizado no passado e viver no momento.
Para evitar um material semelhante ao de Stronger (2011), Clarkson reuniu-se com vários compositores e mostrou várias faixas espirituosas para demonstrar a direção do álbum. Ela comentou que uma reunião com vários compositores foi um "processo diferente e criativo", como sua vida familiar tinha impedido as suas oportunidades para ela escrever o material por conta própria, mas ainda fizeram esforços para fazê-las, atraindo inspirações de mídia como a novela Big Little Lies (2014). Vários compositores, incluindo Ali Tamposi, Mozella, Harlœ, Diztortion e Warren "Oak" Felder confirmaram ter enviado material para Clarkson em Nashville, onde grande parte da gravação ocorreu no Startstruck Studios.

## Composição
Clarkson revelou uma prévia das seleções de Meaning of Life na Entertainment Weekly. O primeiro single, "Love So Soft", foi apelidado como uma homenagem ao clássico do R&B, enquanto ainda soava num tom de frescor. Outra faixa, "Whole Lotta Woman", é descrita como uma metáfora da cultura do  sul americano, principalmente com asmulheres  texanas, e apresenta o trabalho instrumental da banda americana de soul Earth, Wind & Fire. Ela descreveu a canção "Medicine" como uma música dos anos 90, influenciada ao número semelhante da canção "Emotions" de Mariah Carey. Clarkson, co-escreveu a canção "I Don't Think About You" com Harlœ, que narra sua divisão com a gravadora RCA. Ela também descreveu um solo de guitarra-driven em "Slow Dance", descrevendo-a como a "mais sexy" no álbum. A faixa final inicialmente mostrada, "High", foi inspirada em Michelle Obama, "Quando eles estão baixos, vamos alto", frase que ela disse durante o seu discurso na Convenção Nacional Democrática de 2016. Duas faixas adicionais foram mostradas — "Would You Call That Love", que reúne Clarkson com Kurstin, foi tomada a partir de sua experiência em testemunhar vários casais em sua vida, onde todos falhavam em seus respectivos relacionamentos; e "Heat", que possui sinais de dá 100% de compromisso um com o outro.

## Lançamento e promoção

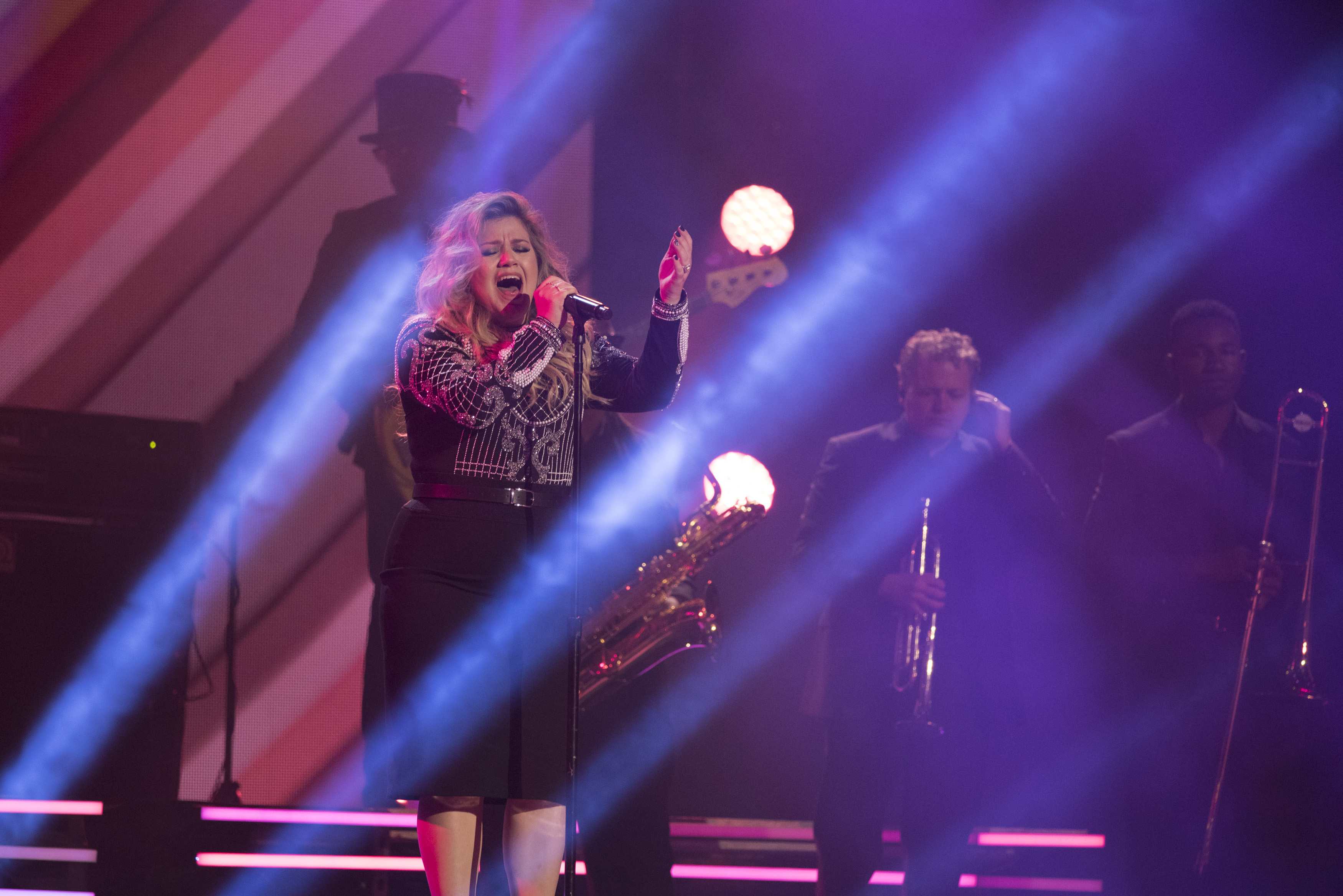
Clarkson se apresentando no 2017 Invictus Games em Toronto

Meaning of Life foi lançado pela Atlantic e sua gravadora principal, Warner Music Group, em 27 de outubro de 2017. Originalmente programado para ser emitido em junho de 2017, a data de lançamento foi adiada para a temporada de outono. Em 6 de setembro de 2017, Kallman, Greenwald e Max Lousada, CEO da Warner Music, apresentou a Clarkson, onde ela realizou seis seleções no álbum no Rainbow Room, na cidade de Nova York. "Love So Soft" foi lançada como single do álbum ao lado de "Move" em 7 de setembro de 2017. Clarkson estreou ambas as músicas no programa de televisão The Today Show no dia seguinte, seguido por uma performance de "Move" no especial de televisão EIF Presents: XQ Super School Live na mesma noite. "Love So Soft" atingiu o pico das 50 melhores da Billboard Hot 100 e ficou no topo da parada Billboard Dance Club Songs. Uma semana antes do lançamento do álbum, a música "Meaning of Life" foi lançada como um single promocional em 19 de outubro de 2017. "I Don't Think About You" foi lançada como single de acompanhamento em 9 de fevereiro de 2018. Clarkson anunciou planos para fazer uma turnê mundial para apoiar o álbum após a conclusão da décima quarta temporada do The Voice, onde ela está participando como técnica.

## Recepção da crítica
| Críticas profissionais | Críticas profissionais |
| Pontuações agregadas   | Pontuações agregadas   |
| Fonte                  | Avaliação              |
| ---------------------- | ---------------------- |
| Metacritic             | 75/100                 |
| Avaliações da crítica  |                        |
| Fonte                  | Avaliação              |
| AllMusic               | [ 40 ]                 |
| The Guardian           | [ 41 ]                 |
| Idolator               | [ 42 ]                 |
| Slant Magazine         | [ 43 ]                 |
| Entertainment Weekly   | B+                     |

Meaning of Life recebeu críticas geralmente positivas de críticos da música. No Metacritic, que atribui uma avaliação normalizada de 100 às críticas dos críticos mainstream, o álbum recebeu uma pontuação média de 73, que indica "revisões geralmente favoráveis", com base em oito avaliações.

## Desempenho comercial
Nos Estados Unidos, Meaning of Life estreou na posição de número dois na Billboard 200 com 68,000 cópias entre 79 mil unidades equivalentes de álbuns, tornando-se sua oitava entrada do top 10 no país. Conseguiu sua sexta entrada no top 10 na Austrália, entrando no ARIA Albums Chart no número 6. O recorde foi aberto no número quatro no Canadian Albums Chart, dando a Clarkson seu oitavo álbum no top seis no país depois de todos os seus esforços com seus álbuns de estúdio anteriores traçados dentro desse intervalo.

## Lista de faixas
Lista de faixas adaptado a partir da Amazon.com e iTunes Store.
| N.º            | Título                     | Compositor(es)                                                                                        | Produtor(es)                        | Duração |  |
| 1.             | "A Minute (Intro)"         | Katie Pearlman Andre Davidson Sean Davidson Jim McCormick                                             | The Monarch                         | 1:08    |  |
| 2.             | "Love So Soft"             | Maureen "Mozella" McDonald Jesse Shatkin Priscilla Renea                                              | Shatkin Renea                       | 2:52    |  |
| 3.             | "Heat"                     | Harlœ Michael Pollack Andre Davidson Sean Davidson Mick                                               | Schultz Monarch                     | 3:10    |  |
| 4.             | "Meaning of Life"          | Shatkin James Morrison                                                                                | Shatkin                             | 3:51    |  |
| 5.             | "Move You"                 | Molly Kate Kestner Amy Kuney Nick Ruth                                                                | Ruth                                | 3:22    |  |
| 6.             | "Whole Lotta Woman"        | Kelly Clarkson Jussi Karvinen Evon Barnes Jr. Denisia "Blu June" Andrews Shatkin Brittany "Chi" Coney | Shatkin Novawav Jussifer Fade Majah | 2:53    |  |
| 7.             | "Medicine"                 | Karpov Schultz                                                                                        | Schultz Karpov                      | 3:09    |  |
| 8.             | "Cruel"                    | Pat Linehan Sean Davidson Andre Davidson Karpov                                                       | Jason Halbert                       | 3:05    |  |
| 9.             | "Didn't I"                 | S. Davidson Audra Mae A. Davidson Pearlman                                                            | The Monarch Shatkin                 | 3:38    |  |
| 10.            | "Would You Call That Love" | Clarkson Greg Kurstin                                                                                 | Kurstin                             | 2:58    |  |
| 11.            | "I Don't Think About You"  | Pollack Karpov Andre Davidson Sean Davidson                                                           | The Monarch Pollack                 | 3:44    |  |
| 12.            | "Slow Dance"               | Kestner Kuney Ruth                                                                                    | Ruth                                | 3:40    |  |
| 13.            | "Don't You Pretend"        | Clarkson McDonald Shatkin                                                                             | Shatkin                             | 3:13    |  |
| 14.            | "Go High"                  | Clarkson McDonald Shatkin                                                                             | Shatkin                             | 3:25    |  |
| Duração total: | Duração total:             | Duração total:                                                                                        | Duração total:                      | 44:08   |  |

| Meaning of Life Japanese Edition |                                    |                    |         |  |
| N.º                              | Título                             | Produtor(es) remix | Duração |  |
| 15.                              | "Love So Soft" (Cash Cash Remix)   | Cash Cash          | 4:16    |  |
| 16.                              | "Love So Soft" (Ryan Riback Remix) | Ryan Riback        | 3:07    |  |
| Duração total:                   | Duração total:                     | Duração total:     | 51:31   |  |

## Histórico de lançamento
| Região | Data                  | Formatos                      | Gravadora |
| ------ | --------------------- | ----------------------------- | --------- |
| Mundo  | 27 de Outubro de 2017 | CD digital download streaming | Atlantic  |